# Isole Banks
Le isole Banks sono un gruppo di isole situate nell'Oceano Pacifico nella parte settentrionale della repubblica di Vanuatu. Insieme alle isole Torres ne costituiscono la provincia di Torba, la più settentrionale delle province del piccolo Stato. Essendo le più settentrionali e le più vicine all'Equatore sono anche quelle con precipitazioni e umidità maggiori.
Le isole sono situate 40 km a nord di Maewo, fra di esse si trovano Gaua e Vanua Lava, due delle tredici maggiori isole di Vanuatu. Nel 2009 la popolazione ammontava a 8 533 abitanti.

## Geografia
La maggiore delle isole è Gaua (anche chiamata Santa Maria), che ha un profilo scosceso, nel centro dell'isola si eleva il Mount Garat (797 m s.l.m.) un vulcano attivo la cui ultima eruzione risale al 1982. Nel suo cratere si trova un lago di acqua dolce, il Lake Letres che è il lago principale di Vanuatu.
L'isola di Vanua Lava ha circa 1 400 abitanti ed è dominata dal vulcano Suretamatai (anche chiamato Soretimeat) (921 m; sl.m.), il profilo montuoso dell'isola insieme alle abbondanti precipitazioni fanno sì che i sino numerosi torrenti e cascate. più ad est si trovano i due isolotti di Ravenga e Kwakea. Sull'isola di Vanua Lava si trova il capoluogo di provincia Sola.
La terza isola in ordine di grandezza è Uréparapara (anche chiamata Parapara), un antico cono vulcanico eroso dal mare che ha formato un'ampia baia, chiamata Divers Bay, sulla costa orientale.
A est di queste tre isole principali c'è un gruppo di isole minori, la più settentrionale, circa 50 km a nord-est di Ureparapara, e Vet Tagde (anche chiamata Vot Tande oppure Vot Ganai), un vulcano estinto, l'ultima eruzione risale a 3,5 milioni di anni fa. Nella parte sudorientale dell'arcipelago si trovano le isole Rowa (o Reef Islands) un gruppo di piccole isole coralline. La principale è Mota Lava nella parte orientale, attaccata ad essa da una lingua corallina, tanto che durante la bassa marea è raggiungibile a piedi, c'è la piccola isola di Ra.
L'isola di Mota fu un centro importante di diffusione del cristianesimo.

## Arte
Una delle produzioni tipiche locali è quella dei tamburi, che possono raggiungere anche l'altezza di cinque metri, in associazione ai quali si modellano statue di antenati di tre tipi: di legno duro, di midollo di felce, oppure caratterizzate dal cranio che sovrappone il corpo.
A seconda della forma e della dimensione degli attributi modellati si può risalire al rango del defunto.
Le variazioni sul tema sono le rappresentazioni quasi geometrizzate oppure quelle molto accurate nelle proporzioni delle parti sessuali; le gambe invece sono solitamente corte e la testa allungata.

Importanti sono anche le produzioni di pali decorati con parti di animali, che assieme alle statue rappresentano la maggior attrazione delle case. Peculiare è la figura dell'anima-uccello con le ali larghe anche due metri.

Caratteristiche sono le maschere per il loro aspetto truce, deformato e, talvolta, associato ad animali terrificanti.

Una delle attività più diffuse è la pittura su tavolette, dove predominano i colori bianco e il rosso.